# نبرد کورسون–چرکاسی
نبرد کورسون–چرکاسی (به روسی: Корсунь-Шевченковская операция) که با عنوان محاصره کورسون–چرکاسی نیز شناخته می‌شود، نبردی در جبهه شرقی جنگ جهانی دوم در اوایل سال ۱۹۴۴ در ناحیه بین شهرهای چرکاسی و کورسون-شفچنکیفسکیی در مجاورت کرانه غربی رود دنیپر در جنوب کی‌یف بین نیروهای ورماخت و ارتش سرخ بود. در جریان این نبرد دو سپاه آلمانی در نزدیکی رود دنیپر به محاصره افتادند. نیروهای شوروی هفته‌ها تلاش کردند یگان‌های در محاصره را منهدم کنند. در طرف مقابل آلمانی‌ها نیز از داخل و خارج از محاصره در تلاش برای شکستن حلقه بودند. ورماخت در نهایت با تحمل تلفات سنگین قادر گشت بخشی از قوای خود را به سمت غرب از محاصره خارج کند.

## پیش‌زمینه

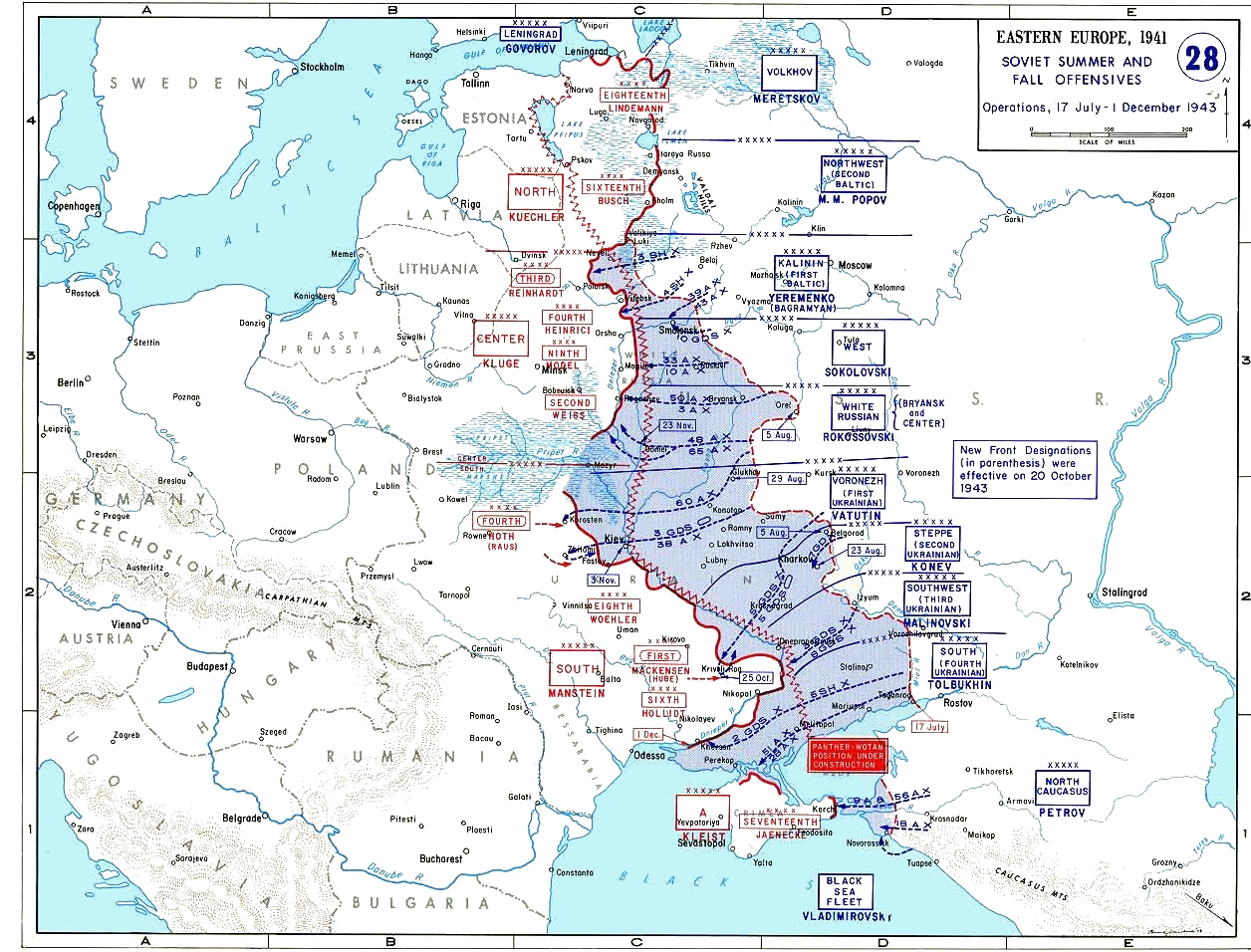
وضعیت خط مقدم در جبهه شرقی در ۱ دسامبر ۱۹۴۳

مجموعه عملیات‌های متوالی ارتش سرخ در سال ۱۹۴۳ مظهر بلوغ دکترین نظامی شوروی بودند. هر یک از این عملیات‌ها ضربه سختی بر پیکر ورماخت با مشکلات بی‌پایان در زمینه منابع، نیروی انسانی و سوخت، وارد آورد. تمرکز حملات ارتش سرخ در این عملیات‌ها بر نواحی جنوبی بود. تمام شش ارتش تانک شوروی در این قسمت عمل می‌کردند. ارتش سرخ در اوکراین برتری عددی سه به یک داشت. شوروی با عملیات‌های فریب اغلب برتری عددی بسیار بیشتری همچون ده به یک در برخی نقاط خاص رخنه ایجاد کرده بود. پیشروی ارتش سرخ در جنوب تا پایان ماه دسامبر سال ۱۹۴۳ موجب پس‌گرفته شدن کی‌یف و ایجاد یک برآمدگی در خط مقدم شوروی تا غرب ژیتومیر گشت. ارتش چهارم زرهی در جناح شمالی گروه ارتش جنوب ورماخت با توانی فرسوده قادر به مقاومت در برابر این حملات نبود. جبهه یکم اوکراین شوروی تحت امر ارتشبد نیکولای واتوتین با نفوذ صد کیلومتری در عرض یک هفته اتصال گروه ارتش‌های جنوب و مرکز ورماخت را قطع کرد. افزایش کیفیات رزمی ارتش سرخ در تمامی سطوح عیان و مفهوم عملیات در عمق آن با اتکا به شبکه تدارکاتی به شدت بهبود یافته، مؤثر واقع شده بود.
بدین ترتیب خط مقدم گروه ارتش جنوب ورماخت در اوکراین به هیچ وجه خطی شمال-جنوب که بهترین زاویه جهت حفظ شدن توسط نیروهای محدود و تضعیف‌شده آلمانی به حساب می‌آمد، نبود و این یگان خطی کم و بیش مورب را حفظ کرده بود؛ چرا که ورماخت سعی داشت بلندترین خط ممکن را نگاه دارد. در این شرایط، درحالیکه ورماخت با تحمل تلفات سنگین نبردهای گذشته، با نیروی اندک در اختیارش قادر به حفظ این موقعیت نبود و گروه ارتش جنوب آن در خطر افتادن در محاصره با چرخش نیروهای ارتش سرخ به سمت جنوب، بین آن‌ها و دریای سیاه یا کوه‌های کارپات قرار داشت، برخی از جمله فیلدمارشال اریش فن مانشتاین، فرمانده گروه ارتش جنوب، مایل به رها کردن مواضع رود دنیپر و عقب نشستن به خطی کوتاه‌تر بودند. ورماخت از این طریق می‌توانست لشکرهایی را آزاد کند و در جایگاه ذخیره قرار دهد تا به کمک آن‌ها حفره‌های ایجاد شده در سایر قسمت‌های خط مقدم را پر کند یا در زمانی مناسب دست به ضد حملات بزند. به هر صورت چنین طرحی که به از دست رفتن اراضی زیادی می‌انجامید، خوشایند فرماندهی عالی آلمان نبود؛ چرا که از منظر راهبردی تصور می‌شد هر چه خط مقدم در قسمت جنوبی به مرز رومانی نزدیک‌تر شود احتمال خروج این کشور که همراهی عمده‌ای با آلمان داشت، از جنگ بیشتر می‌گردد. از این رو نیروهای آلمانی در خم رود دنیپر در جنوب برآمدگی ارتش سرخ، فرمان به حفظ مواضع پیشین خود به هر قیمتی گرفتند. تعدادی از یگان‌های ارتش یکم زرهی ورماخت حتی همچنان از طریق گذرگاه کم‌عمق اما ظاهراً غیرقابل دفاع و از نظر عملیاتی بی‌ارزشی در نیکوپول، آن سوی دنیپر حضور داشتند.

## ترکیب یگان‌ها
- ورماخت (درون محاصره)[۸]:
  - سپاه ۱۱:
    - لشکر پنجاه و هفتم پیاده‌نظام
    - لشکر هفتاد و دو پیاده‌نظام
    - لشکر سیصد و هشتاد و نهم پیاده‌نظام

  - سپاه ۴۲:
    - لشکر هشتاد و هشتم پیاده‌نظام
    - لشکر صد و دوازدهم پیاده‌نظام (با عنوان پوششی «گروه ضربت ب»)
    - لشکر پنجم زرهی اس‌اس ویکینگ

## انبر شمالی محاصره

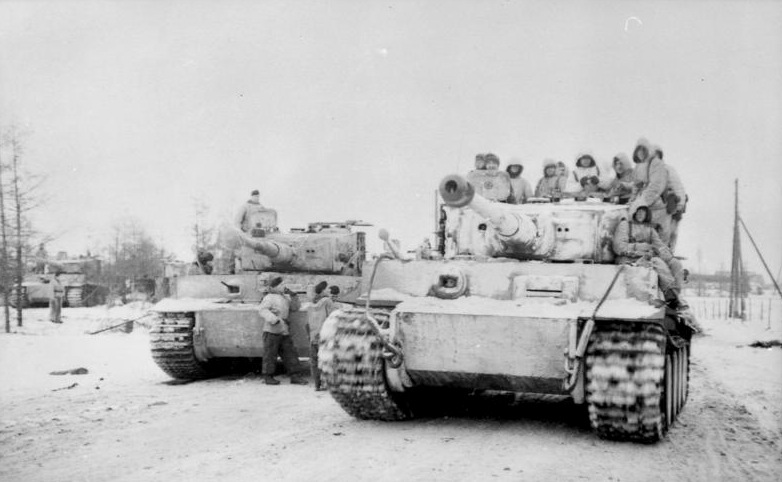
نبرد کورسون–چرکاسی

ارتشبد واتوتین ارتش‌های سوم تانک محافظ و یکم تانک خود را وارد شکافی که توسط ارتش‌های تفنگ‌دار آن در جناح شمالی گروه ارتش جنوب ورماخت ایجاد شده بود، کرد. این نیروها با چرخش به طرف جنوب، در پشت سر گروه ارتش جنوب ورماخت، رو به وینیتسا آوردند. سپاه ۴۲ در جناح راست ارتش چهارم زرهی ورماخت از ۲۶ دسامبر زیر حملات مداوم نیروهای ارتش سرخ به سمت جنوب قرار داشت. در جنوب این سپاه، سپاه ۱۱ از ارتش هشتم ورماخت نیز در تمامی خط مقدم خود درگیر رزم دفاعی سنگین بود. هر دو سپاه ورماخت موظف به حفظ خطوط مقدم خود در مقابل نیروهای قدرتمندتر دشمن، به منظور تأمین پایگاهی مناسب برای ضد حمله احتمالی ورماخت از همان موضع، بودند. در شمال سپاه ۴۲ ورماخت، سپاه ۷ از ارتش چهارم زرهی ورماخت در برابر جناح جنوبی برآمدگی حاصل از رخنه ارتش سرخ قرار داشت. این سپاه از روز ۲۰ دسامبر در حال تهاجم به سمت غرب علیه پیشروی ارتش سرخ به سمت جنوب، بود اما به نتایج قابل توجهی نرسید.
شرایط دو سپاه ۴۲ و ۱۱ ورماخت که عناصر پیشین آن‌ها در کرانه رود دنیپر در حال مبارزه بودند و جناحین بیرونی طولانی آن‌ها به شکل ناکافی محافظت شده بود، موجب پدیداری امکان اقدام ارتش سرخ برای به محاصره درآوردن و انهدام هر دو سپاه گشت. فرمانده سپاه ۴۲ از میانه ماه دسامبر خواهان دریافت مجوز عقب‌نشینی به پشت رود روس بود. در این صورت این سپاه به جای دفاع از خط مقدمی به طول ۱۲۰ کیلومتر با دو لشکر، می‌توانست در مواضع دفاعی کوتاه‌تر پشت یک مانع طبیعی مستقر شود. به هر صورت با این درخواست مخالف شد. سپاه ۴۲ ورماخت در طول ماه دسامبر خود مقداری تمهیدات احتیاطی صورت داد. دو قسمت مواضع دفاعی پشت خط مقدم در شمال رود روس در شرق بوگوسلاو مهیا گردید. تمامی ذخایر غذای حاکمیت غیرنظامی آلمان در حوزه سپاه ۴۲، نیز به سمت جنوب رود روس تخلیه شد.
حملات پیاده‌نظام شوروی با پشتیبانی تانک‌ها علیه مواضع سپاه ۴۲ ورماخت تا اواخر ماه ژانویه سال ۱۹۴۴ ادامه داشت. از میانه ماه ژانویه سال ۱۹۴۴، حملات ارتش سرخ به وضوح بر جناح چپ سپاه ۴۲ ورماخت، محل اتصال آن به سپاه ۷ ورماخت، متمرکز گشت. سپاه ۴۲ ورماخت بیشتر حملات ارتش سرخ را تا روز ۲۴ ژانویه سال ۱۹۴۴ دفع کرد. این درگیری‌ها با وارد آوردن تلفات و فرسودگی جسمانی، توان رزمی نیروهای آلمانی را هر چه بیشتر تحلیل برد. فرماندهان آلمانی جهت پوشش دادن به رخنه‌های پدید آمده، با باز کردن برخی قسمت‌ها که کمتر تحت فشار بودند، مداوما یگان‌ها را جابه‌جا و به نقاط در خطر منتقل می‌کردند. بجز حوالی رود روس، مابقی اراضی در این ناحیه تقریباً کاملا مسطح بود و عوارض جغرافیایی اندکی مناسب دفاع دربرداشت.
روز ۲۵ ژانویه ارتش سرخ حمله گسترده‌ای از شمال به جنوب علیه سپاه ۷ ورماخت آغاز کرد که موجب عقب‌نشینی لشکر جناح راست آن به سمت جنوب شرقی و جنوب شد. بدین ترتیب تا پایان همان روز جاده‌هایی که به جناح چپ و پشت سر سپاه ۴۲ ورماخت منتهی می‌گشت، در مقابل ارتش سرخ باز شدند. نیروهای شوروی از طریق این جاده‌ها از راه مدوین، در جهت غرب به شرق، به سمت بوگوسلاو و استبلف پیشروی کردند. حملات ارتش سرخ در روز ۲۵ ژانویه و روزهای پس از آن با ایجاد یک رخنه عمیق، سپاه‌های ۴۲ و ۷ ارتش چهارم زرهی ورماخت را از یکدیگر جدا کرد. این شرایط سپاه ۴۲ ورماخت را واداشت خط مقدم جدیدی در طول خط بوگوسلاو–استبلف از شمال به جنوب ایجاد کند. در ابتدا، برای مدت کوتاهی، به نظر می‌رسید سپاه ۷ ورماخت قادر به بستن شکاف و بازیابی شرایط خواهد بود اما پس از چند روز نیروهای شوروی موفق به تعریض رخنه خود شدند و مشخص گشت سپاه ۷ ورماخت با سرعت در حال عقب‌نشینی به سمت جنوب غربی است.
در این حال پدیداری یکباره ارتش جدید ششم تانک محافظ شوروی در شمال غربی مواضع آلمانی‌ها موجب غافلگیری آن‌ها شد. در این قسمت واتوتین از روز ۲۶ ژانویه اقدام به تهاجم کرد که رخنه در دفاع ورماخت برای او دشوار بود.

## انبر جنوبی محاصره
کونف، فرمانده جبهه دوم اوکراین شوروی، از روز ۱۹ ژانویه در یک عملیات خدعه، سعی در نشان دادن این داشت که ارتش پنجم تانک محافظ در حال متمرکز شدن در جنگل‌های غرب کیروفوگراد است. درحالیکه این ارتش به شکل مخفیانه ۱۰۰ کیلومتر به سمت شمال حرکت کرد تا آماده به محاصره درآوردن برآمدگی خط مقدم آلمانی‌ها شود. علاوه بر مواضع ساختگی، تحرکات خودروها و ارتباطات رادیویی دروغین برای القای حضور ارتش پنجم تانک محافظ، نیروهای تفنگ‌دار شوروی در ناحیه خدعه نیز یک حمله محدود صورت دادند تا تصور آماده‌سازی برای ورود نیروهای متحرک به میدان در آلمانی‌ها پدید آید. ارتش هشتم ورماخت از روز ۲۱ ژانویه متوجه فریب دشمن شد اما آلمانی‌ها فرصت اندکی برای برقراری دفاع قدرتمند یافتند. ارتش سرخ در جناح راست و قسمت مرکزی سپاه ۱۱ ارتش هشتم ورماخت رخنه‌هایی صورت داد. سپاه ۱۱ ورماخت جهت اجتناب از افتادن در محاصره و یک‌پارچه نگاه داشتن خط مقدم خود، جناح راست و مرکزی خود را به سمت غرب و شمال غربی عقب کشید. روز ۲۵ ژانویه ارتش پنجم تانک محافظ شوروی، با تعقیب‌شدت توسط سپاه ۵ سواره‌نظام محافظ شوروی، از بین ارتش‌های چهارم محافظ و پنجاه و سوم شوروی عبور کرد و به طمت غرب یورش برد تا به تهاجم واتوتین از شمال متصل گردد.

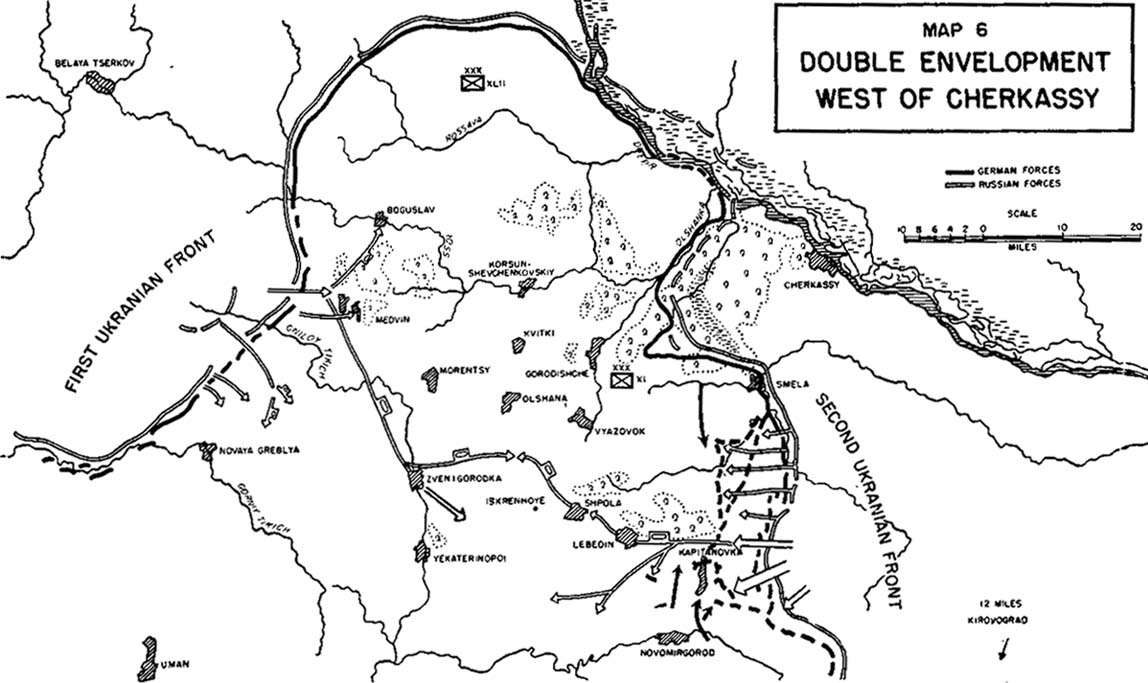
محاصره نیروهای ورماخت در ناحیه کورسون–چرکاسی

در این زمان نیروهای آلمانی در شرق برآمدگی خط مقدم ارتش سرخ، برای نخستین بار فرمان به آماده‌سازی جهت خروج در حال مبارزه از محاصره در حال شکل گرفتن، دریافت کردند. خروج به سمت غرب به وضوح غیرممکن بود؛ بنابراین جنوب غربی یا جنوب تنها جهت‌های ممکن بدین منظور به حساب می‌آمدند. ارتش سرخ روز ۲۸ ژانویه تنها مسیرهای تدارکاتی سپاه‌های ۴۲ و ۱۱ ورماخت از طریق شپولا و زونیگورودکا، را قطع کرد. فن مانشتاین برای نجات نیروهای درون حلقه و بازیابی شرایط تا جای ممکن، روز ۱ فوریه اقدام به ضد حمله کرد. از ۹ لشکر زرهی پیش‌بینی شده برای این ضد حمله صرفاً چهار لشکر سوم، یازدهم، چهاردهم و شانزدهم زرهی با مجموعاً تنها ۵۸ تانک و توپ تهاجمی و حدود ۳۸۰۰ نفر نیروی پیاده‌نظام، قادر به مشارکت در آن شدند. به هر صورت، در چند روز آغازین ماه فوریه، رخنه دیگری توسط نیروهای شوروی موجب چرخش جناح راست سپاه ۷ ورماخت و عدم امکان حفظ مواضع در آن شد. با عقب‌نشینی بخش مرکزی آن به سمت غرب و جناح راست آن به سمت شمال غربی، تمام سپاه ۷ ورماخت در حال دور شدن از یگان‌های مجاور آن در جنوب شرقی بود. در این ناحیه نیز خط مقدم ورماخت دیگر ممتد نبود و خروج از محاصره از آن جهت هم دیگر امکان نداشت. تا روز ۳ فوریه با اتصال ارتش‌های ششم تانک محافظ و پنجم تانک محافظ شوروی، لایه بیرونی تشکیل گردید و دو سپاه ۴۲ و ۱۱ ورماخت متشکل از ۶ لشکر تضعیف‌شده از جمله لشکر پنجم زرهی اس‌اس وایکینگ مجموعاً با حدود ۵۴ هزار نفر نیرو، کاملاً به محاصره افتادند. ارتش‌های چهارم محافظ، بیست و هفتم و پنجاه و دوم شوروی لایه درونی حول آلمانی‌ها را ایجاد کردند.

## اقدام نیروهای آلمانی برای خروج از محاصره
سپاه ۴۲ ورماخت با تمرکز بر حرکت به سمت جنوب، وادار به تضعیف خطوط مقدم شمالی و غربی خود شد؛ این مسئله موجب عقب‌نشینی آهسته این قسمت‌ها گشت. این تحولات در کنار عقب‌نشینی سپاه ۱۱ ورماخت، باعث کاهش تدریجی مساحت ناحیه تحت محاصره و متمرکز شدن هر چه بیشتر نیروهای داخل آن گردید. در جریان چند هفته رزم دفاعی، نیروهای داخل محاصره با از دست دادن روزانه حدود ۳۰۰ نفر، تلفات زیادی دادند و به وضوح به تنهایی توانایی شکستن حلقه محاصره را نداشتند؛ از این رو، کاملاً عیان بود که نیرویی خارج از منطقه تحت محاصره می‌بایست در این امر به آن‌ها یاری می‌رساند. بر این اساس، به یگان‌های داخل محاصره اطلاع داده شد سپاه ۳ زرهی ورماخت که در ۴۰ کیلومتری جنوب غربی این ناحیه قرار داشت، حمله‌ای به سمت مورنتسی صورت خواهد داد تا موضع نجات پیشینی برقرار سازد. جز چهار لشکر زرهی یکم، شانزدهم و هفدهم پیاده‌نظام و یکم زرهی اس‌اس لایب‌اشتاندارته اس‌اس آدولف هیتلر، «برگ برنده» سپاه ۳ زرهی ورماخت در هنگ زرهی سنگین بِکه با ۳۴ تانک تیگر و ۴۶ تانک پنتر، بود که عملکرد درخشانی در شکستن محاصره اومان داشت و توانست در عرض یک هفته با از دست دادن تنها ۴ تانک خود، ۲۶۸ تانک دشمن را از بین ببرد. همزمان، سپاه زرهی ۴۸ ورماخت، در فاصله مشابهی در جنوب، نیز می‌بایست حمله‌ای به جانب شمال به طرف اولشانا به انجام می‌رساند.
روز ۶ فوریه، در پیامی از جانب ارتش هشتم ورماخت، موعد آغاز عملیات خروج و نجات روز ۱۰ فوریه تعیین گردید. در اثر آغاز یک‌باره فصل گل‌آلود شدن راه‌ها (راسپوتیتسا)، به درخواست نیروهای در محاصره جهت تکمیل آماده‌سازی، این تاریخ تقریباً یک هفته به تعویق افتاد. گِل راه‌ها اثر بسیار بدی بر ظرفیت نیروی‌های زرهی ورماخت گذاشت؛ به وجهی یک تانک پنتر با مصرف تمام ۷۳۰ لیتر سوخت خود تنها قادر به پوشش مسافت ۳٫۵ کیلومتری بود.

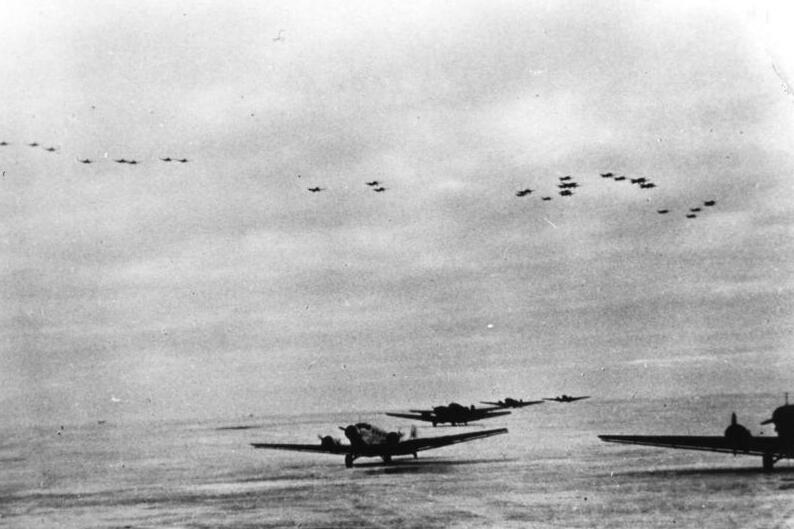
هواگردهای ترابری یو ۵۲ لوفت‌وافه در پایگاه هوایی کورسون

جهت ایجاد یگانگی فرماندهی در درون منطقه تحت محاصره، دو سپاه محاصره‌شده ورماخت تحت امر سپهبد ویلهلم اشتمرمان، فرمانده سپاه ۱۱ ورماخت، قرار گرفتند و گروه اشتمرمان نامیده شدند. تعدادی از افسران ورماخت توسط هواگرد ترابری که قادر به فرود درون منطقه تحت محاصره شده بود، از آن خارج شدند. طبق اعلام لوفت‌وافه، بین ۹ تا ۱۴ فوریه روزانه تا ۱۸۵ تن تدارکات به محاصره‌شدگان ارسال گردید. شرایط جوی زمستانی موجب توقف این تدارکات‌رسانی شد. در همین حال، ارتش دوم هوایی شوروی به منظور انهدام مدافعان پیش از رسیدن کمک برای آن‌ها، برای از بین بردن پناهگاه نیروهای آلمانی، نواحی مسکونی را با بمب‌های آتش‌زا بمباران می‌کرد. حملات مداوم نیروهای شوروی از جنوب شرقی به سمت کورسون و شندروفکا و از غرب به سمت استبلف، ناحیه تحت محاصره را در خطر تقسیم شدن قرار داده بود. با وجود این که تمامی این حملات دفع شدند اما میزان نیروهای در دسترس برای عملیات خروج از محاصره را هر چه بیشتر کاهش دادند و تأثیر خسارت‌باری بر روحیه آن‌ها گذاشتند. روز ۹ فوریه نماینده‌ای از جانب ارتش سرخ نزد آلمانی‌های در محاصره فرستاده شد تا از آن بخواهد تسلیم شوند. با وجود برخورد و پذیرایی مناسب از این نماینده، هیچ پاسخی به خواسته او داده نشد. سپهبد والتر فون زایدلیتس-کورتسباخ که پیش از این خود در استالینگراد تسلیم دشمن شده بود و با آن همکاری سیاسی می‌کرد، با نوشتن نامه‌ای مفصل از فرماندهان نیروهای در محاصره خواست خود و نیروهایشان را تسلیم کنند. به این درخواست هم پاسخی نگرفت.
عملیات نجات ورماخت از روز ۱۱ فوریه با ۱۴۹ تانک و توپ تهاجمی آغاز شد. گل‌آلود بودن راه‌ها، مسائل تدارکاتی از جمله کمبود سوخت و دفاع شوروی، مشکلات فراوانی برای آلمانی‌ها در فاصله ۳۰ کیلومتری بین گذرگاه رود گنیلوی تیکیک و ناحیه تحت محاصره ایجاد کرد. در این درگیری‌ها هر دو طرف متحمل تلفات سنگین شدند. تنها در روز ۱۳ فوریه آلمانی‌ها حدود ۱۰۰ تانک و توپ خودکششی شوروی را منهدم نمودند. تا روز ۱۵ فوریه از توان لشکر یکم زرهی اس‌اس تنها سه تانک و یک توپ تهاجمی باقی ماند.
روز ۱۴ فوریه عناصر سپاه ۴۲ ورماخت موفق به تصرف خیلکی و کوماروفکا، در ۳ تا ۵ کیلومتری غرب شندروفکا، شدند تا نقطه مناسبی برای رخنه نهایی و شکستن محاصره به دست آورند. به هر صورت کوچک‌تر شدن ناحیه تحت محاصره تمامی آن را در برد توپخانه شوروی قرار داده بود و تراکم بالای نیروهای ورماخت در آن برای آلمانی‌ها بسیار خطر آفرین بود. به هر حال، کولاک زمستانی و شرایط بد راه‌ها عملیات قوای ارتش سرخ را نیز با اختلال مواجه می‌ساخت و امکان بهره‌گیری کامل از مزیت توپخانه را از آن‌ها می‌گرفت. نیروهای در محاصره که در سه ستون در جهت جنوب غربی عمل می‌کردند، موظف بودند خود را به موضع نجات پیشین در لیسیانکا و اوکتیابر در ۲۰ کیلومتری جنوب شرقی شندروفکا برسانند. روز ۱۵ فوریه به نیروهای درون محاصره و لشکر یکم زرهی که نقش سرنیزه سپاه ۳ زرهی ورماخت را بر عهده داشت، اعلام شد تخلیه منطقه شب ۱۶/۱۷ فوریه صورت خواهد گرفت. همان روز گردان ۱ هنگ ۱ زرهی و گردان ۲ هنگ ۱۱۳ پنتسرگرندیر ورماخت، با وجود دفاع شدید شوروی، وارد لیسیانکا شدند. یگان‌های ورماخت تا این زمان بسیار تضعیف شده بودند. در گروهان‌های گردان ۲ هنگ ۱۱۳ پنتسرگرندیر تنها ۱۰ تا ۱۲ نفر و برای گردان ۱ هنگ ۱ زرهی ورماخت تنها ۱۲ تانک پنتر وجود داشت. نیروهای درون محاصره پس از از بین بردن تسلیحات سنگین خود، ساعت ۱۱ روز ۱۶ فوریه رو به غرب حرکت کردند تا از محاصره خارج شوند. صبح روز ۱۷ فوریه تپه ۲۳۹ به کمک هنگ زرهی سنگین بکه با تنها ۶ تانک تیگر و ۸ تانک پنتر عملیاتی، توسط آلمانی‌ها تسخیر و اتصال با نیروهای درون محاصره برقرار گشت. در نهایت بیش از ۳۶ هزار نفر از نیروهای آلمانی موفق به گریز از حلقه محاصره شدند. به هر صورت، خود اشتمرمان در جریان درگیری‌ها کشته شد. در جهت تقدیر از اقدامات او در این زمینه، پس از مرگ برگ‌های بلوط به نشان صلیب شوالیه صلیب آهنین او افزوده گشت.

## تلفات و پیامدها
در جریان این عملیات ۵۵۹ تن از نیروهای سپاه ۳ زرهی ورماخت کشته، ۳۴۷ نفر مفقود و ۲۲۵۲ مجروح شدند و ۱۵۶ تانک آن‌ها از بین رفت. در طرف مقابل، شوروی ۸۰ هزار نفر و ۶۰۶ تانک را از دست داد. شوروی مدعی شد در این نبرد محاصره‌ای ۵۵ هزار کشته و زخمی بر آلمانی‌ها تحمیل نموده و ۱۸ هزار نفر را به اسارت گرفته‌است.
ژوزف استالین، رهبر شوروی پس از این نبرد کونف را به درجه مارشال اتحاد جماهیر شوروی ترفیع داد و پاول روتمیستروف، فرمانده ارتش پنجم تانک محافظ، را به نخستین مارشال نیروهای تانک بدل ساخت. ارتشبد واتوتین نیز ممکن بود بتواند چنین ترفیعی دریافت کند اما روز ۲۹ فوریه در کمین نیروهای تجزیه‌طلب اوکراینی به شکل مرگباری مجروح شد و روز ۱۵ آوریل جان باخت.